# Nymphicula mesorphna
Nymphicula mesorphna là một loài bướm đêm trong họ Crambidae.